# 크루셜텍
크루셜텍(영어: CrucialTec)은 세계 최대의 광학 트랙 패드(OTP) 모바일 입력 장치 제조업체이다.